# Pseudacris crucifer
Pseudacris crucifer és una espècie de granota amplament distribuïda per l'est dels Estats Units.
Pot arribar a assolir 4 cm de llargada.